# Karolina Wigura

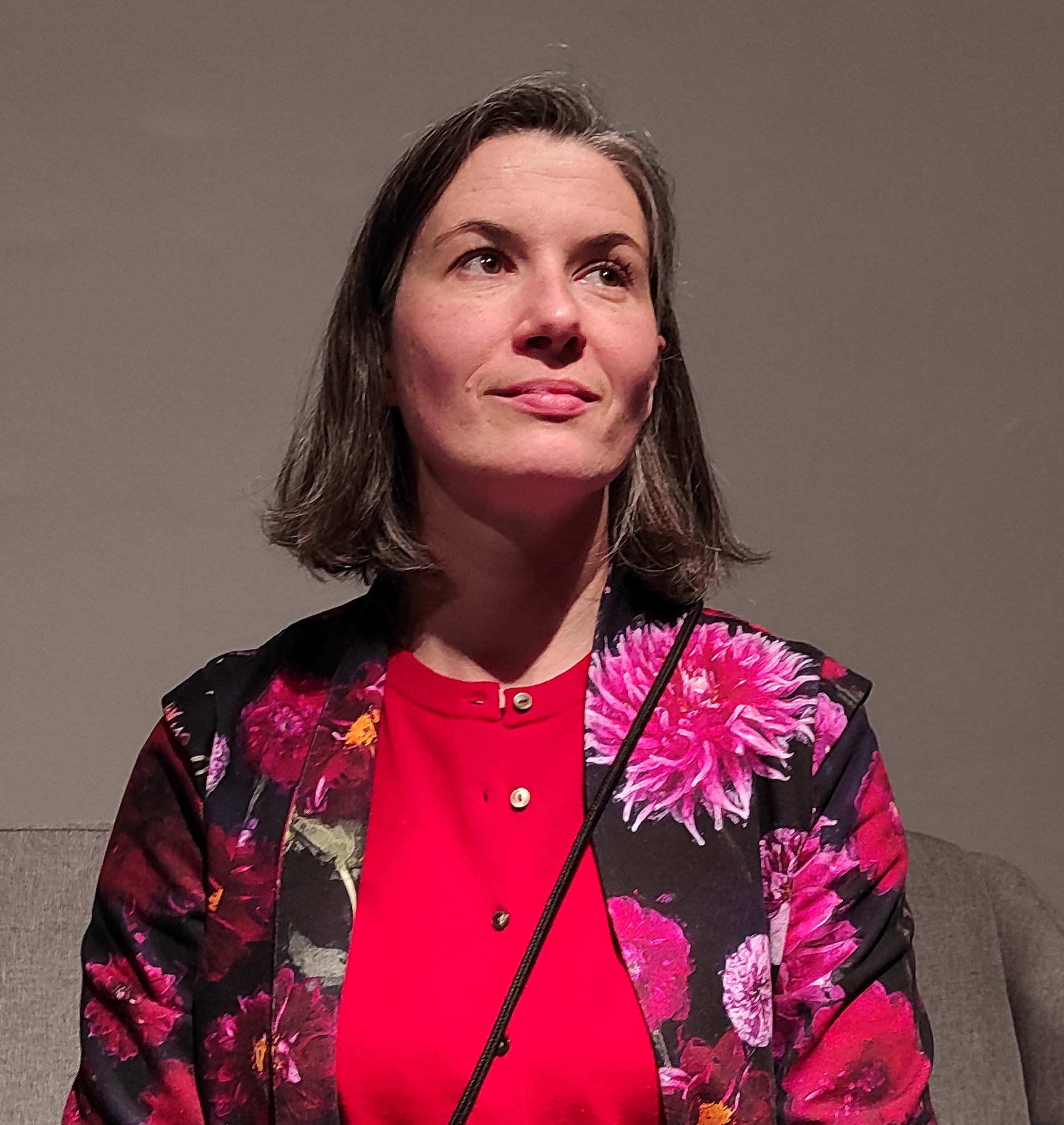
Karolina Wigura

Karolina Wigura (* 1. Oktober 1980 in Warschau) ist eine polnische Soziologin, Ideenhistorikerin und Journalistin. Sie ist Mitglied des Vorstandes der Kultura Liberalna-Stiftung, die mit „Kultura Liberalna“ (Liberale Kultur) eines der führenden Online-Wochenmagazine in Polen herausgibt. Derzeit ist sie als Forschungsassistentin an der Freien Universität Berlin und Assistenzprofessorin am Institut für Soziologie der Universität Warschau tätig, und gleichzeitig Mitglied des European Council on Foreign Relations (ECFR).

## Akademischer Hintergrund
Karolina Wigura erwarb Abschlüsse an den Instituten für Soziologie (2003) und Politikwissenschaft (2005) der Universität Warschau, nachdem sie das dortige Programm so genannter „Interdisziplinärer Individueller Studien in den Geistes- und Sozialwissenschaften“ (Międzydziedzinowe Indywidualne Studia Humanistyczne i Społeczne, kurz MISH) absolviert hatte. Ihre Dissertation verfasste sie im Rahmen eines binationalen PhD-Programms am Institut für Soziologie an der Universität Warschau sowie der Fakultät für Philosophie und Theologie an der Ludwig-Maximilians-Universität München. Den Doktortitel in den Sozialwissenschaften erhielt sie im Jahr 2009 für die Arbeit „Erklärungen des Vergebens und der Reue in der Politik am Beispiel Polens, Deutschlands und der Ukraine in den Jahren 1945–2006. Theorie und Praxis.“ Sie wurde 2020 an der Fakultät für Soziologie der Universität Warschau mit der Arbeit Wynalazek nowoczesnego serca. Filozoficzne źródła współczesnego myślenia o emocjach („Die Erfindung des modernen Herzens. Philosophische Ursprünge des gegenwärtigen Denkens über Emotionen“) habilitiert. Derzeit ist sie Forschungsassistentin an der Freien Universität Berlin und lehrt als Dozentin der Abteilung für die Geschichte soziologischen Denkens an der Soziologischen Fakultät der Universität Warschau.
Ihre akademischen Forschungsgebiete umfassen die politische Philosophie des zwanzigsten Jahrhunderts mit besonderem Fokus auf Hannah Arendt, Paul Ricoeur, Vladimir Jankélévitch und Karl Jaspers; die Soziologie und Ethik des Erinnerns, Fragen gerechter Regimetransformationen, der Aufarbeitung historischer Schuld, sowie Versöhnung und Vergebung in der Politik. Mit diesem Themenkomplex beschäftigt sich auch Wiguras 2011 erschienenes Buch Wina narodów. Przebaczenie jako strategia prowadzenia polityki („Die Schuld der Nationen. Vergebung als politische Strategie“). In ihren Forschungen widmet sie sich außerdem der Ideengeschichte von Emotionen. 2019 veröffentlichte sie dazu ihre Habilitationsschrift Filozoficzne źródła współczesnego myślenia o emocjach, in der sie argumentiert, dass die Philosophie des 17. Jahrhunderts von Thomas Hobbes, Baruch Spinoza und René Descartes entscheidend zur Formierung zeitgenössischer Vorstellungen von Emotionen in der Politik beigetragen hat.
Wiguras Buch Wina narodów wurde 2012 mit dem Józef-Tischner-Preis ausgezeichnet. Ein Jahr später war es für den Jerzy-Turowicz-Preis nominiert. Das Buch Wynalazek nowoczesnego serca erhielt 2019 eine Nominierung für den Tadeusz-Kotarbiński-Preis.
Wigura erhielt im akademischen Jahr 2012/2013 das Bronisław Geremek Junior Visiting Scholarship am Institut für die Wissenschaften vom Menschen in Wien. Sie war mit einem „Marshall Memorial Fellowship“ Stipendiatin des German Marshall Fund und im Jahr 2016 Visiting Fellow im „Programme on Modern Poland“ (POMP) am St. Antony’s College an der University of Oxford. Das akademische Jahr 2019/2020 verbrachte Wigura als Visiting Fellow am Wissenschaftskolleg zu Berlin, woraufhin sie im akademischen Jahr 2021/2022 ein Richard-von-Weizsäcker-Stipendium der Robert Bosch-Akademie in Berlin erhielt. Wigura hat 2015 an der Central European University in Budapest geforscht und warb in Polen erfolgreich mehrere Forschungsförderungen des Nationalen Wissenschaftszentrums ein („Preludium“-Grant und „Sonata“-Grant). 2018 absolvierte sie die Leadership Academy for Poland.
Von 2016 bis 2018 leitete Wigura gemeinsam mit Jarosław Kuisz ein Studienprogramm zu Polen am St. Antony‘s College der Oxford University unter dem Titel „Wissensbrücken: Polen – Großbritannien – Europa“. Das Programm beschäftigte sich mit der Politik Polens in internationaler Perspektive. Vortragende waren Agnieszka Holland, Aleksander Smolar, Jan Kubik, Andrzej Rapaczyński, Wolfgang Merkel, Jacques Rupnik, Jan Zielonka, Norman Davies und andere. Die akademische Aufsicht über das Programm hat Timothy Garton Ash inne.

## Journalistische Tätigkeit
Karolina Wigura war zwischen 2003 und 2006 als Journalistin für das Zweite Programm des Polnischen Rundfunks (Polskie Radio 2) tätig. Sie schrieb bis 2009 für das intellektuelle Wochenmagazin „Europa“ (Tygodnik Idei Europa), die Beilage zu kulturellen und politischen Themen in der Tageszeitung Dziennik. Polska Europa Świat. Für ihr 2008 dort erschienenes Interview mit Jürgen Habermas (unter dem Titel „Europa in Todesstarre“) erhielt sie im selben Jahr den Grand Press-Award in der Kategorie „Interview.“
Sie ist Mitbegründerin von Kultura Liberalna (Liberale Kultur), einem der einflussreichsten intellektuellen, politischen und kulturellen Online-Wochenmagazine in Polen. Sie ist Mitglied des Stiftungsvorstands der Kultura Liberalna-Stiftung. Ihre publizistischen Texte sind in The Guardian, The New York Times, der Neuen Zürcher Zeitung, Gazeta Wyborcza, Rzeczpospolita, Przegląd Polityczny, Tygodnik Powszechny, Znak und anderen in- und ausländischen Pressetiteln erschienen. Im Jahr 2015 gestaltete sie mit Marek Zając die politisch-kulturelle TV-Sendung „To nie tak“ („So nicht“) im Kultursender TVP Kultura des öffentlich-rechtlichen Fernsehsenders TVP. Gemeinsam mit den Publizisten Tomasz Terlikowski und Mariusz Cieślik trat sie 2019 und 2020 in dem Sender im Programm „Tego się nie wytnie“ („Das wird nicht rausgeschnitten“) auf. Seit 2021 schreibt sie regelmäßig als Kolumnistin für die tageszeitung. Häufig tritt Wigura als Kommentatorin des polnischen und internationalen politischen Zeitgeschehens in Presse, Rundfunk und elektronischen Medien auf. Im Dezember 2022 erschien der Gesprächsband „Polin Atheistin kontra Pole Katholik“ von Karolina Wigura und Tomasz Terlikowski, herausgegeben von der Kultura Liberalna-Stiftung. Das Buch enthält Streitgespräche der beiden zu elf in Polen und dem Ausland hochkontroversen Themen, wie Abtreibung, Euthanasie, gleichgeschlechtliche Eheschließungen, religiöse Gefühle usw.

## Öffentliches Engagement
Karolina Wigura ist eine häufig eingeladene Vortragende und Diskutantin zur Rolle von Emotionen in der Politik, Nationalismus und Populismus, liberaler Demokratie, Polen und den deutsch-polnischen Beziehungen. Zuletzt ist sie als Keynote-Vortragende und Podiumsgast beim Athens Democracy Forum, dem Delphi Economic Forum, dem Jahrestreffen des ECFR, am Zentrum Liberale Moderne, der Amsterdamer Medienorganisation De Balie, beim Forum 2000 in Prag, den Baden-Badener Unternehmergespräche sowie dem Europäischen Forum für Neue Ideen (EFNI) in Sopot aufgetreten, wo sie über den Gegensatz zwischen politischen Gefühlen von Verlust und Angst und einer Politik der Hoffnung sprach. Von 2012 bis 2016 war Wigura Mitglied im Vorstand der Stefan-Batory-Stiftung. Sie war außerdem ab 2010 Mitglied im Programmausschuss des Frauen-Kongresses „Kongres Kobiet“ und ab 2014 Mitglied im Programmbeirat des EFNI.

## Schriften (Auswahl)
- mit Jarosław Kuisz: Posttraumatische Souveränität. Ein Essay. Aus dem Englischen von Stephan Gebauer, Suhrkamp, Berlin 2023, ISBN 978-3-518-12783-4.
- mit Tomasz Terlikowski: Polka ateistka kontra Polak katolik. Wydawnictwo Kultury Liberalnej, Warszawa 2022, Link
- mit Jarosław Kuisz: The missile strike has ignited visceral fear in Poland, and poses hard questions for Nato. In: The Guardian 16. November 2022, Link
- mit J. Kuisz: Polen und Deutschland: Streitfrage Reparationen. In: die tageszeitung 30. 10.2022, Link
- Liberal Politics Needs a Lifeline. Emotion Could Be it. In: The New York Times vom 27. September 2022, Link

| Personendaten    | Personendaten                                            |
| ---------------- | -------------------------------------------------------- |
| NAME             | Wigura, Karolina                                         |
| KURZBESCHREIBUNG | polnische Soziologin, Ideenhistorikerin und Journalistin |
| GEBURTSDATUM     | 1. Oktober 1980                                          |
| GEBURTSORT       | Warschau                                                 |